# Septoria unedonis
Septoria unedonis är en svampart som beskrevs av Roberge ex Desm. 1847. Septoria unedonis ingår i släktet Septoria och familjen Mycosphaerellaceae.   Inga underarter finns listade i Catalogue of Life.